# Mirella D'Angelo

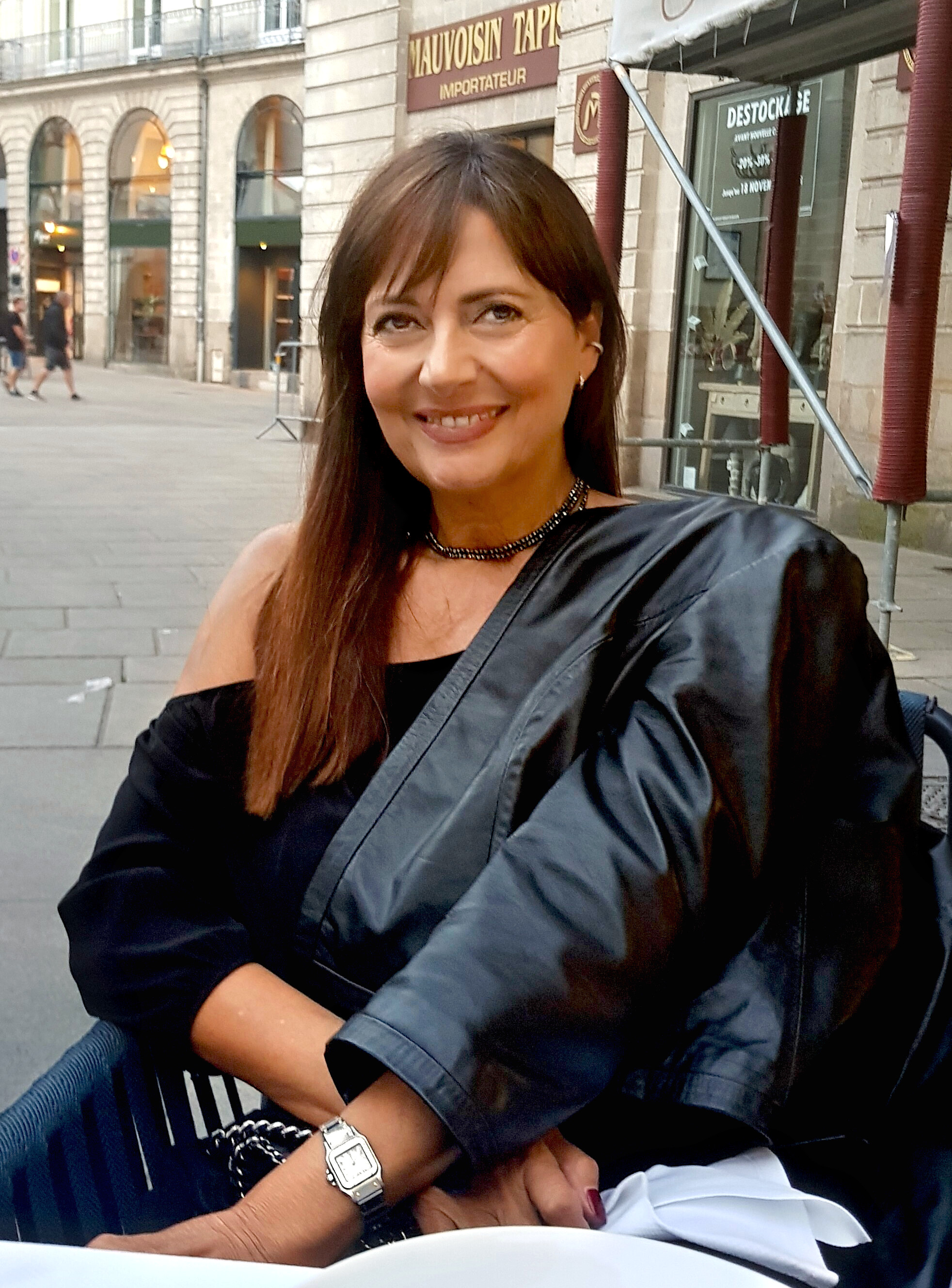
Mirella D'Angelo en 2023

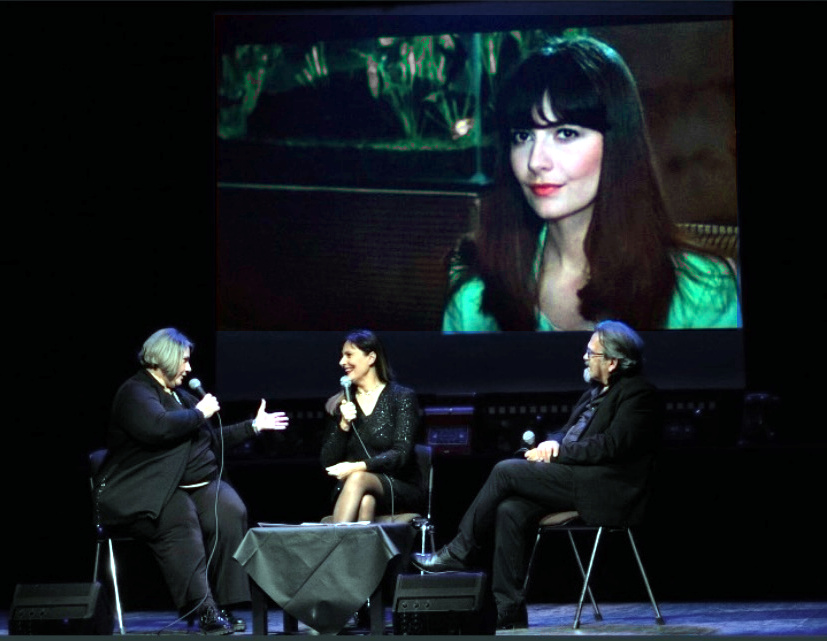
Mirella D'Angelo en Punto di Vista Film Festival, Cagliari 2022

Mirella D'Angelo (Roma, 16 de agosto de 1965) es una actriz italiana de cine, teatro y televisión.

## Carrera
Tras aparecer en algunas películas de aventuras y del género policíaco, D'Angelo interpretó el papel de Julia Livila en el filme Calígula de Tinto Brass (1979). Un año después colaboró con el cineasta Federico Fellini en La città delle donne, y en 1982 trabajó con Dario Argento en la película de terror y suspenso Tenebrae, en el papel de Tilde.
En 1983 interpretó el papel de Circe en Hércules, de Luigi Cozzi. En la década de 1990 registró varias apariciones en producciones de cine y televisión del Reino Unido, y en décadas posteriores apareció esporádicamente en filmes de su país natal.

## Filmografía

### Cine
- Terminal, de Paolo Breccia (1974)
- A Special Cop in Action, de Marino Girolami (1976)
- La tigre è ancora viva: Sandokan alla riscossa!, de Sergio Sollima (1977)
- Porca società, de Luigi Russo (1978)
- Il ritorno di Casanova, de Pasquale Festa Campanile (1978)
- Caligula, de Tinto Brass (1979)
- C'est dingue... mais on y va, de Michel Gerard (1979)
- Turi and the Paladins, de Angelo D'Alessandro (1979)
- Lessons for the Lovelorn, de Mario Garriba (1980)
- City of Women, de Federico Fellini (1980)
- Le Guignolo, de Georges Lautner (1980)
- Putain d'histoire d'amour, de Gilles Béhat (1981)
- Tenebrae, de Dario Argento (1982)
- Hercules, de Luigi Cozzi (1983)
- Il cavaliere, la morte e il diavolo, de Beppe Cino (1983)
- Apartment Zero, de Martin Donovan (1988)
- Maya, de Marcello Avallone (1989)
- Il ritorno del grande amico, de Giorgio Molteni (1990)
- The Pope Must Die, de Peter Richardson (1991)
- Dana Lech, de Frank Blasberg (1992)
- Hard Men, de J.K. Amalou (1996)
- I piccoli maghi di Oz, de Luigi Cozzi (2018)
- Caligula: The Ultimate Cut, de Tinto Brass (2023)

### Cortometrajes
- Smuggler, de Florence Dewavrin (1982)
- Lettura in nero, de Antonello De Leo (1989)
- Quel buio senza silenzio, de Stefano Oreto (1991)
- Sissy, de Eitan Pitigliani (2022)

### Televisión
- L'étrange monsieur Duvallier, de Victor Vicas (1978)
- Stamboul Train, de Gianfranco Mingozzi (1980)
- Embassy, de Robert Michael Lewis (1985)
- Turno di notte, de Luigi Cozzi (1987)
- The Nightmare Years, de Anthony Page (1989)
- Un cane sciolto, de Giorgio Capitani (1990)
- Der Schwammerlkönig, de Rüdiger Nüchtern (1988)
- Harry, de Martin Stellman (1993)
- Flash - Der Fotoreporter, de Gero Erhardt (1993)
- The Glam Metal Detectives, de Peter Richardson (1995)

### Teatro
- Look Back in Anger, de Daniele Griggio (1983)
- Romantic Comedy, de Giorgio Albertazzi (1985)